# Brajakovo brdo
Brajakovo brdo este o arie protejată (sit de importanță comunitară — SCI) din Croația întinsă pe o suprafață de 11,07 ha, integral pe uscat.

## Localizare
Centrul sitului Brajakovo brdo este situat la coordonatele 45°30′52″N 15°26′46″E / 45.514404°N 15.446083°E.

## Înființare
Situl Brajakovo brdo a fost declarat sit de importanță comunitară în iulie 2013 pentru a proteja 1 specie de plante.

## Biodiversitate
Situată în ecoregiunea continentală, aria protejată nu include niciun habitat protejat.
La baza desemnării sitului se află o specie protejată de  plante: Himantoglossum adriaticum.
Pe lângă speciile protejate, pe teritoriul sitului au mai fost identificate 3 specii de plante.